# UBlock Origin
uBlock Origin est une extension libre pour navigateur web chargée de filtrer le contenu des pages web afin d'en bloquer certains éléments, notamment les publicités et les pisteurs.
Depuis sa création en 2014, uBlock Origin est activement développé et maintenu par le fondateur et développeur principal Raymond Hill (vérifié en avril 2021). Il serait un faible consommateur de mémoire vive par rapport aux autres extensions aux fonctionnalités similaires. 
uBlock Origin a reçu des prix de sites web qui traitent de l’informatique. L'outil est intégré à la liste des logiciels libres préconisés par l’État français dans le cadre de la modernisation globale de ses systèmes d’informations.

## Histoire
La première version disponible apparaît en juin 2014 pour les navigateurs Google Chrome, Opera. Mozilla Firefox en dispose à partir d'avril 2015.
C'est à cette période que le créateur et développeur original de uBlock, Raymond Hill, clarifie la situation : il poursuit son travail sans accepter de donation et nomme le produit uBlock Origin, afin de le distinguer d'une ancienne version, disponible sur un site qui, au contraire, fait appel aux dons.
En 2017, uBlock Origin avec 4 millions d’utilisateurs, commence à être un solide concurrent de l’alternative Adblock Plus.
En 2019, Google veut modifier les fonctions de son navigateur Chrome qui permettent aux logiciels tels qu'uBlock Origin de bloquer les publicités, les empêchant de travailler. Le principal développeur d'uBlock Origin, Raymond Hill, accuse Google de vouloir augmenter ses revenus publicitaires. La même année, uBlock adapte son comportement pour faire face à une évolution des techniques des publicitaires.
Toujours en 2019, la mise en œuvre de publicités sans pistage sur le site web de Libération, oblige d'importantes modifications dans uBlock Origin. Il lui devient nécessaire d'accéder aux adresses IP et au Domain Name System depuis le navigateur,.
En 2020, uBlock Origin est l’une des premières extensions à être supportées dans la nouvelle version de Firefox pour Android.
L'extension, alors utilisée par presque 40 millions d'internautes, n'est "plus prise en charge" par Chrome depuis octobre 2024, dans le cadre de la transition progressive de Google vers Manifest V3, la dernière version de la plate-forme des extensions,. Raymond Hill le signale en tout cas sur X le 15 octobre et recommande d'installer uBlock Origin Lite, qui supporte la nouvelle version de Manifest mais est « moins efficace pour traiter les sites web utilisant des bloqueurs de contenu ou pour minimiser la casse des sites web ». Il est également possible d'opter pour un navigateur web supportant les extensions Manifest V2 comme Firefox ou Brave,.

## Identités visuelles

Ancien logo d'uBlock.
Logo d'uBlock Origin depuis le 15 avril 2015.
Logo d'uBlock Origin Lite.